# Moribito: O Guardião do Espírito
Moribito: O Guardião do Espírito (精霊の守り人, Seirei no Moribito) é um romance japonês publicado pela primeira vez em julho de 1996. Ele é o primeiro volume da série de 12 volumes Moribito (守り人) de romances de fantasia japoneses escritos por Nahoko Uehashi. Em 2009, o livro recebeu o Prêmio Batchelder e foi nomeado um Livro Notável pela Association for Library Service to Children. Desde então, foi adaptado para vários mídias, incluindo rádio, mangá, anime e taiga drama. A WMF Martins Fontes lançou o primeiro livro em português em 2011.